# Canalul Coșteiu – Chizătău
Canalul Coșteiu – Chizătău este un canal care pornește din râul Timiș în dreptul localității Coșteiu și debușează în râul Bega. Pe parcurs interceptează râurile Coștei și Glavița, derivând și debitele acestora în râul Bega.

## Hărți
- Harta județului Timiș